# Vanguard 2
Vanguard 2 est un petit satellite scientifique américain lancé le 17 février 1959 dont l'objectif est l'étude de l'environnement de la Terre. Il s'agit du deuxième satellite développé dans le cadre du programme Vanguard par le Naval Research Laboratory (NRL). D'une masse de 10,75 kilogrammes, il est placé sur une orbite terrestre basse de 559 x 3 320 km avec une inclinaison orbitale de 32,88° par un lanceur Vanguard décollant de la base de lancement de Cap Canaveral. Le satellite fonctionne durant 26 jours.

## Description du satellite

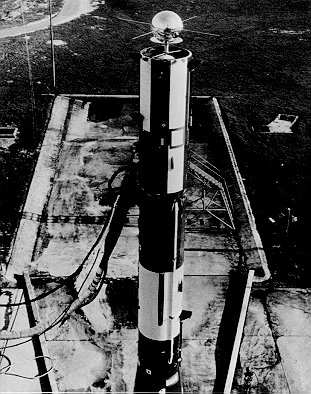
Le lanceur Vanguard SLV-4 sur son aire de lancement.

Le satellite est une sphère de magnésium de 10,75 kg, de 50,8 cm de diamètre. La sphère comporte une couche d'or à l'intérieur et est recouverte à l'extérieur d'une couche composée d'aluminium et de dioxyde de silicium d'une épaisseur suffisante pour assurer le contrôle thermique de l'instrumentation. Il contient deux télescopes optiques munis de deux cellules photoélectriques. Les télécommunications sont assurées par un émetteur de 1 W à 108,03 MHz pour la télémétrie et un émetteur de 10 mW à 108 MHz pour les données de suivi (poursuite). Un récepteur est utilisé pour activer un enregistreur à bande qui sert de relais entre les télescopes et le transmetteur télémétrique. Les deux transmetteurs sont prévus pour fonctionner 26 jours. L'énergie de toute l'instrumentation provient de batteries au mercure. Le satellite est stabilisé par rotation sur son axe à 50 tours par minute.

## Expériences scientifiques
Le satellite emporte deux expériences scientifiques :
- le satellite Vanguard 2 doit mesurer la répartition de la couverture nuageuse lors de la phase diurne de son orbite. Il est ainsi le premier satellite météorologique[2]. Les objectifs sont de mesurer la lumière solaire réfléchie par la couverture nuageuse et la surface de la Terre ;
- le satellite, du fait de sa forme sphérique, est choisi pour mesurer la densité de la haute atmosphère en fonction de l'altitude, la latitude, la saison et l'activité solaire. Ces mesures sont effectuées près du périgée en mesurant la trajectoire à l'aide d'un réseau de caméras optiques Baker-Nunn, des radars et des récepteurs radio. L'expérience permet d'obtenir des mesures valables de la densité. La densité atmosphérique permet de déterminer que le satellite doit pénétrer dans l'atmosphère environ 300 ans après son lancement[3] ;
- l'émetteur de la balise Minitrack, pour le suivi du satellite sur son orbite, fonctionne durant 26 jours, jusqu'au 15 mars, au cours desquels 244 observations principales de Minitrack sont effectuées.

## Déroulement de la mission
Quatre exemplaires du satellite sont lancés mais échouent du fait d'une défaillance du lanceur : Vanguard 2A lancé le 29 avril 1958 par le lanceur Vanguard TV-5, Vanguard 2B lancé le 28 mai 1958 par le lanceur Vanguard SLV-1, Vanguard 2C lancée le 26 juin 1958 par le lanceur Vanguard SLV-2 et Vanguard 2D lancé le 26 juin 1958 par le lanceur Vanguard SLV-3. Finalement le lanceur Vanguard SLV-4, qui décolle le 17 février 1959, parvient à placer le satellite Vanguard 2 sur une orbite de 559 km de périgée et de 3 320 km d'apogée. La période de révolution est de 125,8 minutes et l'inclinaison orbitale est de 32,88°. Au moment de la séparation du satellite avec le troisième étage, une poussée résiduelle de ce dernier propulse l'étage contre le satellite. L'impact imprime un mouvement d'oscillation qui modifie de manière irrégulière l'axe de rotation. Cette instabilité perturbe en partie les mesures effectuées. Le satellite doit rester en orbite entre 200 et 300 ans avant d'être détruit en entrant dans les couches denses de l'atmosphère.